# Acontia compta
Acontia compta là một loài bướm đêm trong họ Noctuidae.